# 分布元件电路

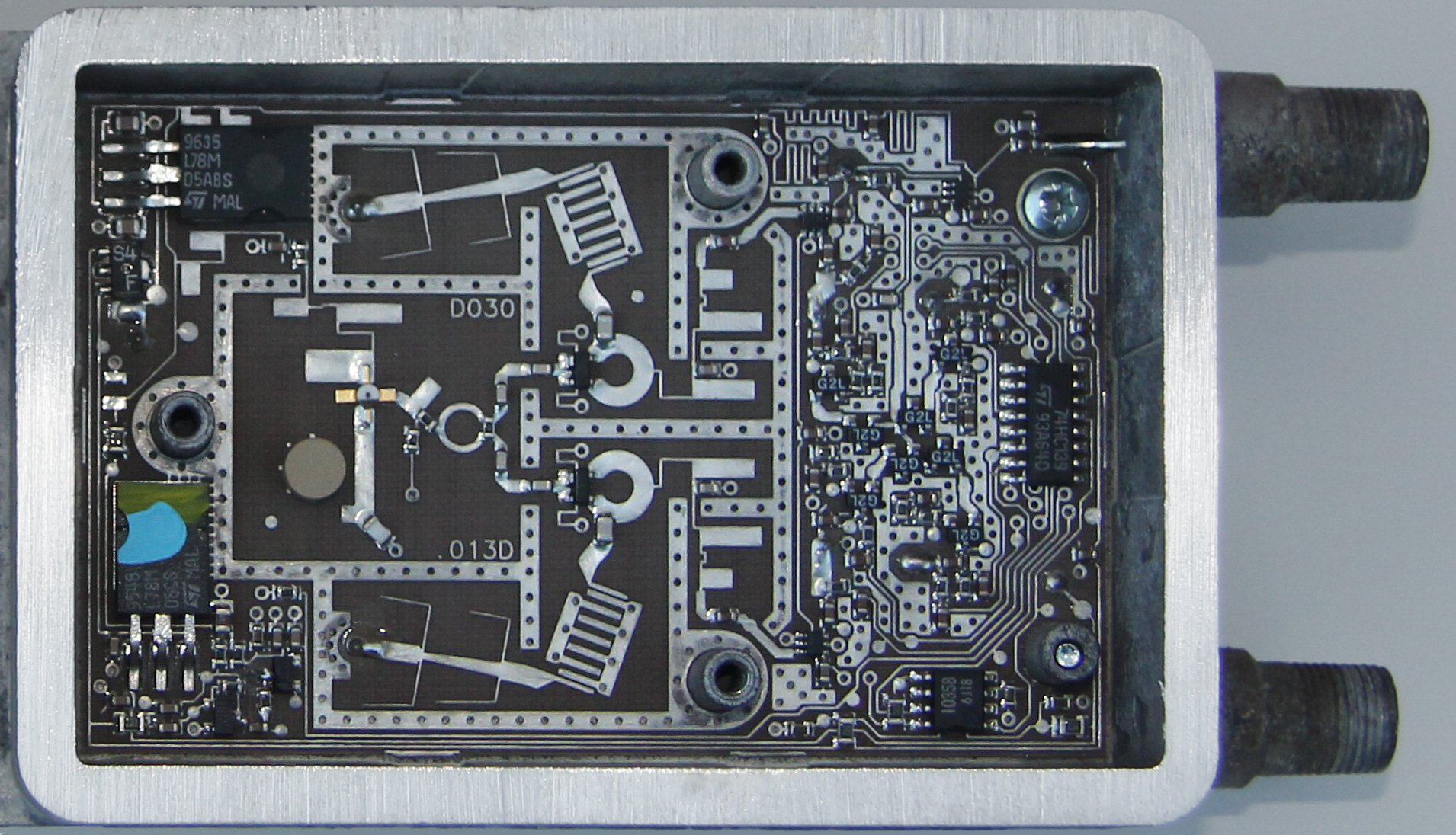
具有分布式元件的低噪声块转换器 。右边的电路是集總電路。分布式元件电路位于中心，位于中心左侧，并以微带线构造。

分布元件电路（英語：Distributed-element circuit）是由传输线或其他分布组件的长度组成的电路。这些电路执行与由无源组件（例如电容器 ， 电感器和变压器）组成的常规电路相同的功能。它们主要用于难以实现（或不可能）实现常规组件的微波频率。 
常规电路由单独制造的单个组件组成，然后与导电介质连接在一起。分布式元件电路是通过将介质本身形成特定的图案而构建的。分布式元件电路的主要优点是，它们可以廉价地生产为消费产品（例如卫星电视）的印刷电路板 。它们还以同轴和波导格式制成，用于雷达 ， 卫星通信和微波链路等应用 。 
分布式元件电路中普遍使用的一种现象是，可以使传输线的长度起到谐振器的作用 。执行此操作的分布式元素组件包括桩 ， 耦合线和级联线。由这些组件构成的电路包括滤波器 ， 功率分配器，定向耦合器和循环器 。 
在1920年代和1930年代研究了分布式单元电路，但直到第二次世界大战将其用于雷达时才变得重要。战后，它们的使用仅限于军事，太空和广播基础设施，但是该领域材料科学的进步很快导致了更广泛的应用。现在，它们可以在卫星天线和移动电话之类的国内产品中找到。 

## 电路建模
这些模型的使用频率没有明确的界限。 虽然这种转换通常在100-500兆赫范围内，但是技术尺寸也很重要; 微型电路可以在更高的频率下使用集总模型。 使用插入式封装的印刷电路板比使用表面贴装技术的等效设计要大。 混合集成电路比 PCB 技术小，单片集成电路比两者都小。 集成电路可以使用集总设计在更高的频率比印刷电路，这是做在一些射频集成电路。 这种选择对于手持设备尤其重要，因为集中元件设计通常会产生较小的产品。

### 传输线构造
绝大多数的分布式元件电路由传输线的长度组成，这是一种特别简单的建模形式。线的横截面尺寸沿其长度不变，并且与信号波长相比较小；因此，仅需考虑沿线长度的分布。分布式电路的这种元件的特征在于其长度和特性阻抗 。在所有元件长度相同的相应线路中 ，进一步简化了操作。利用相称的电路，可以将包含电容器和电感器的集总电路设计原型直接转换为分布式电路，并且每个电路的元素之间一一对应。 
相称的线路电路很重要，因为存在生产线路的设计理论。对于由任意长度的传输线（或任意形状）组成的电路，没有通用的理论。尽管可以使用麦克斯韦方程式分析任意形状以确定其行为，但是找到有用的结构却是反复试验或猜测的问题。 
分布式元件电路和集总元件电路之间的重要区别在于，分布式电路的频率响应会定期重复，如Chebyshev滤波器示例所示。等效集总电路则不然。这是集总形式的传递 函数是复频率的有理函数的结果;分布形式是一种非理性的功能。另一个区别是线的级联长度在所有频率上都引入了固定的延迟（假设为理想线 ）。尽管可以为有限的频率范围构建近似值，但固定延迟的集总电路中没有等效器件。 

## 优点和缺点
分布式元件电路便宜且易于以某些格式制造，但是比集总元件电路占用更多的空间。这在空间非常宝贵的移动设备（尤其是手持设备）中存在问题。如果工作频率不太高，则设计人员可以使组件小型化，而不是切换到分布式元件。但是，集总元件中的寄生元件和电阻损耗会随着频率的增加而增加，占集总元件阻抗标称值的比例。在某些情况下，设计人员可以选择分布式元素设计（即使在该频率下可以使用集总组件）也可以从提高的质量中受益。分布式元件设计往往具有更大的功率处理能力；由于具有集总成分，电路传递的所有能量都集中在很小的体积中。  

## 导体

### 成对导体
存在几种类型的传输线，并且它们中的任何一种都可以用于构造分布式单元电路。最古老（也是使用最广泛的）是一对导体。它最常见的形式是双绞线 ，用于电话线和Internet连接。它不经常用于分布式元件电路，因为所使用的频率低于分布式元件设计变得有利的频率。但是，设计人员通常从集总元素设计开始，然后将其转换为开放式分布式元素设计。裸线是一对平行的非绝缘导体，例如，用于电线杆上的 电话线 。设计人员通常不打算以这种形式实现电路。这是设计过程中的中间步骤。具有导体对的分布式元件设计仅限于一些特殊用途，例如Lecher线和用于天线 馈线的双引线 。  

### 同轴的

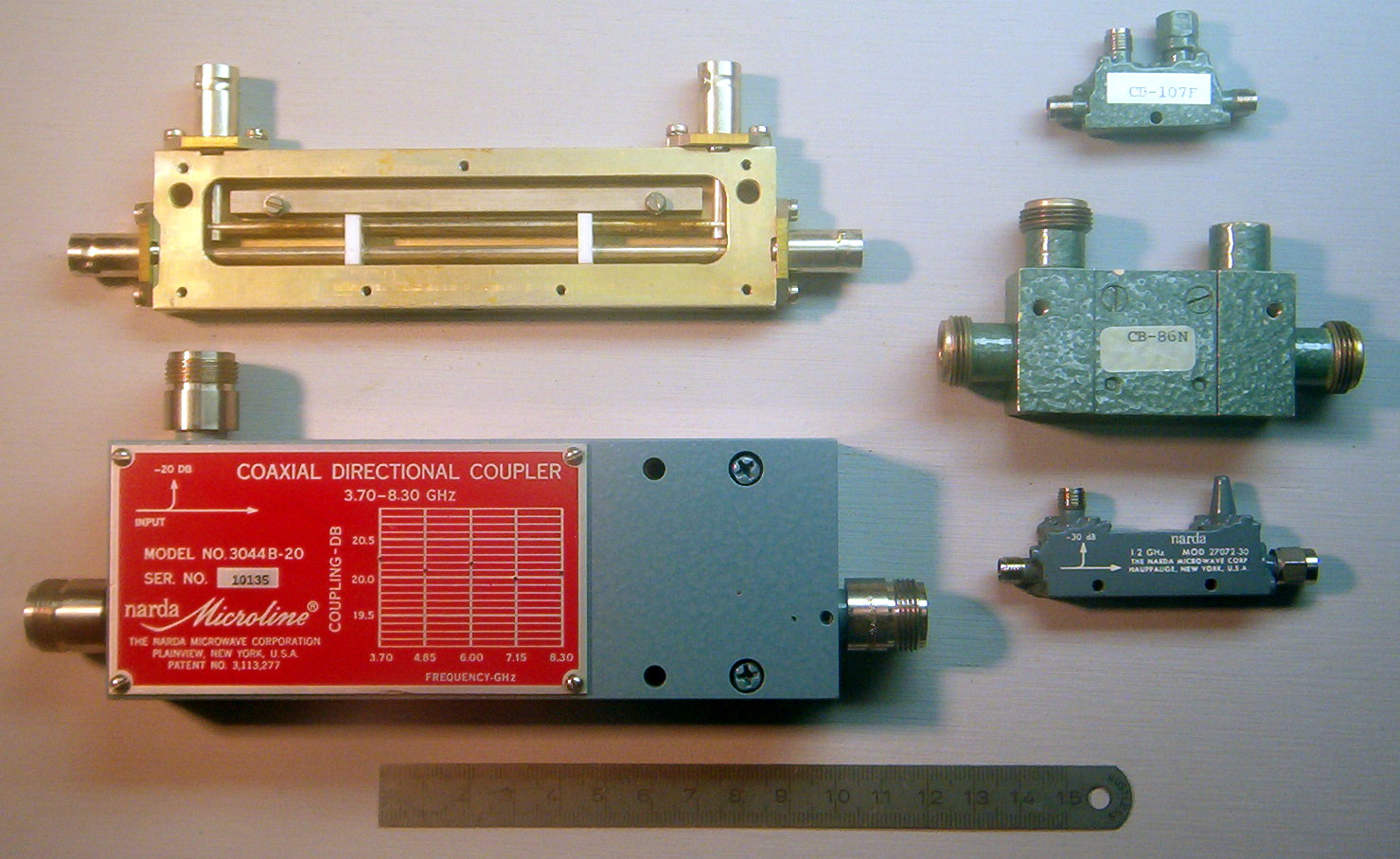
同轴定向耦合器的集合。其中一个已拆下盖子，显示了其内部结构。

同轴线是被绝缘的屏蔽导体围绕的中心导体，广泛用于微波设备的互连单元和长距离传输。尽管同轴分布式元件设备通常在20世纪下半叶制造，但出于成本和尺寸方面的考虑，它们已在许多应用中被平面形式取代。空气绝缘同轴线用于低损耗和高功率应用。其他介质中的分布式元素电路通常仍会过渡到电路端口处的同轴连接器 ，以进行内部连接 。  

### 平面的
大多数现代分布式元件电路都使用平面传输线，尤其是在批量生产的消费品中。平面线有几种形式，但最常见的是微带线。它可以通过与印刷电路板相同的方法制造，因此制造便宜。它还适合与同一板上的集总电路集成。印刷平面线的其他形式包括带状线 ， 鳍 线和许多变化形式。平面线也可以用于单片微波集成电路中 ，在那里它们是设备芯片的组成部分。 

### 波导

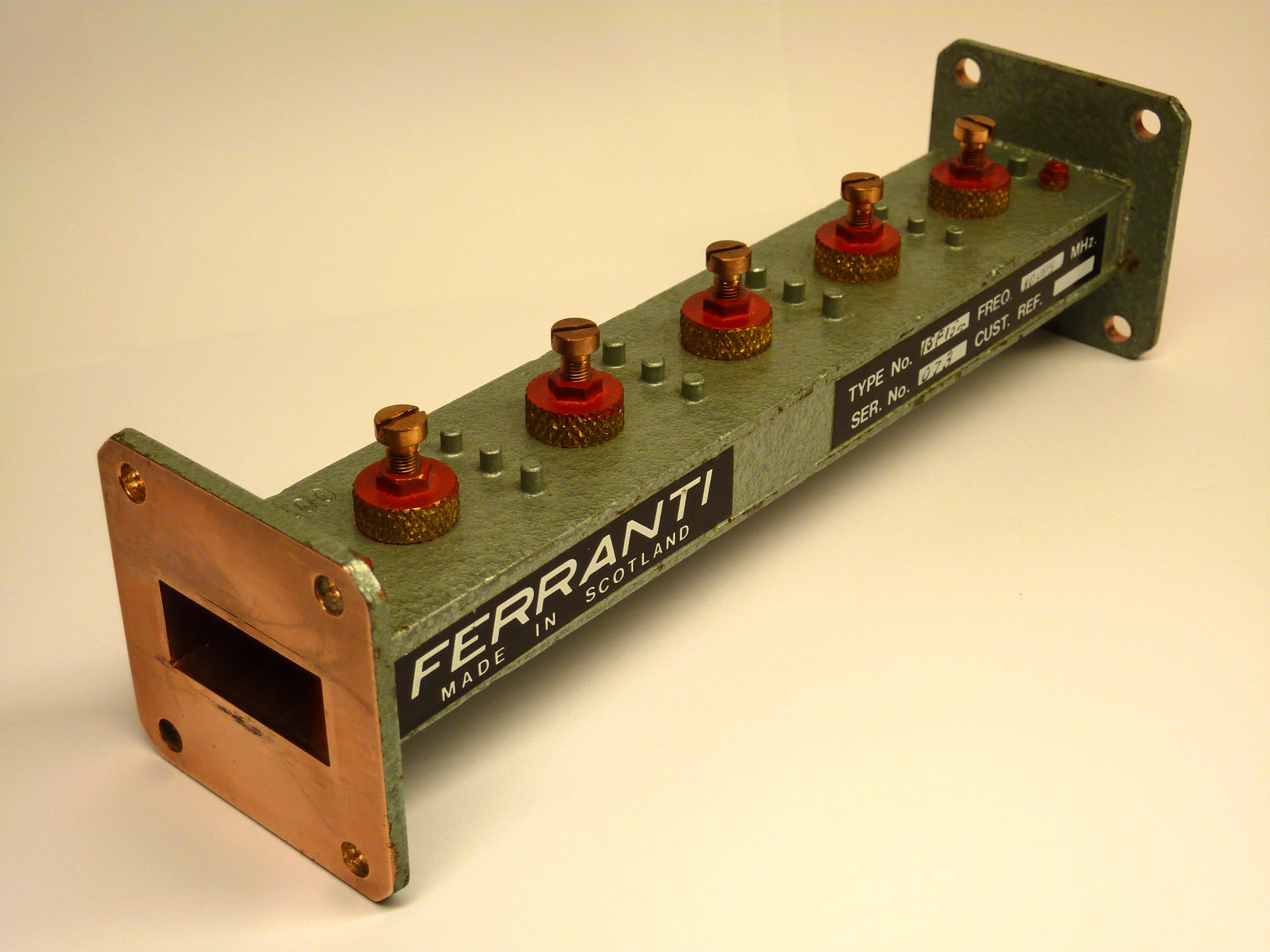
波导滤波器

许多分布式元件设计可以直接在波导中实现。然而，波导的附加复杂之处在于多种模式是可能的。这些有时同时存在，并且这种情况在导线中没有比喻。波导具有比导线损耗低和谐振器质量高的优点，但是它们的相对费用和体积较大，因此通常首选微带。波导主要用于高端产品，例如大功率军用雷达和较高的微波频段（平面格式的损耗太大）。波导在较低频率下变得更大，这不利于其在较低频段上的使用。 

### 机械
在一些专业应用中，例如高端无线电发射器（海洋，军事，业余无线电）中的机械滤波器 ，电子电路可以被实现为机械组件。之所以这样做，很大程度上是因为机械谐振器的质量很高。它们用于无线电频段（低于微波频率），否则可能会使用波导。机械电路也可以全部或部分地实现为分布式电路。在机械电路中，过渡到分布式元素设计变得可行（或必要）的频率要低得多。这是因为信号在机械介质中传播的速度远低于电信号的速度。  

## 电路元件
有几种结构在分布式单元电路中反复使用。下面介绍一些常见的方法。 

### 短截线
短截线是分支到主干线一侧的短线。短截线的末端通常保持开路或短路，但也可能以集总元件终止。短截线可以单独使用（例如，用于阻抗匹配 ），也可以将其中的几个短截线一起用于更复杂的电路（例如滤波器）中。可以将短截线设计为等效集总电容器，电感器或谐振器。  

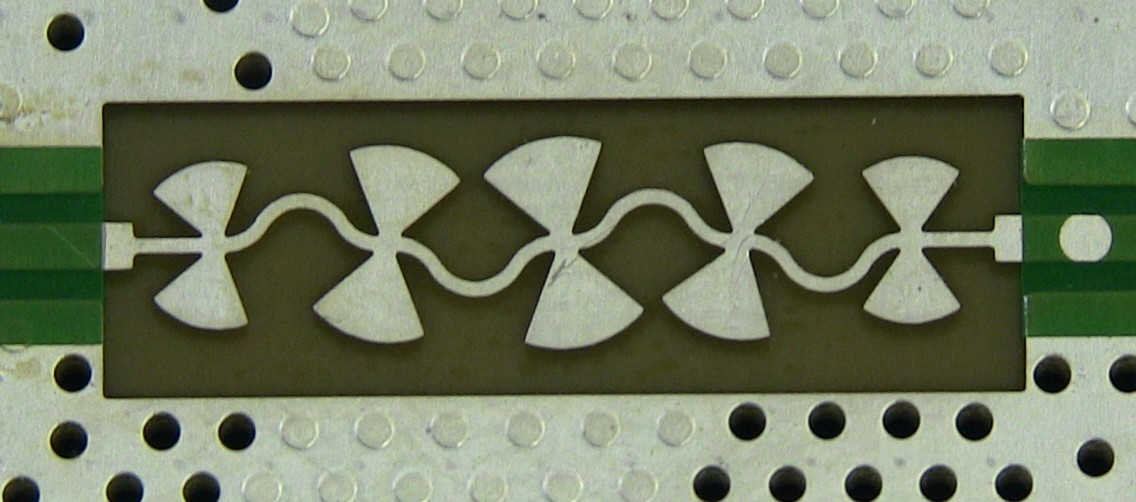
扇形短截线过滤器

在分布式单元电路中使用统一传输线进行构造的情况很少见。广泛使用的一种这样的偏离是径向短截线，其形状像一个圆扇形 。它们通常成对使用，一个在主传输线的两侧。这样的对称为蝶形线或扇形线。 

### 耦合线
耦合线是两条传输线，它们之间存在某种电磁耦合 。耦合可以是直接或间接的。在间接耦合中，两条线紧密地延伸一段距离，并且它们之间没有任何遮挡。耦合的强度取决于线之间的距离和另一条线的横截面。在直接耦合中，支线以一定间隔将两条主干线直接连接在一起。  
耦合线是构造功率分配器和定向耦合器的常用方法。耦合线的另一个特性是它们充当一对耦合谐振器 。许多分布式元素过滤器都使用此属性。 

### 级联线

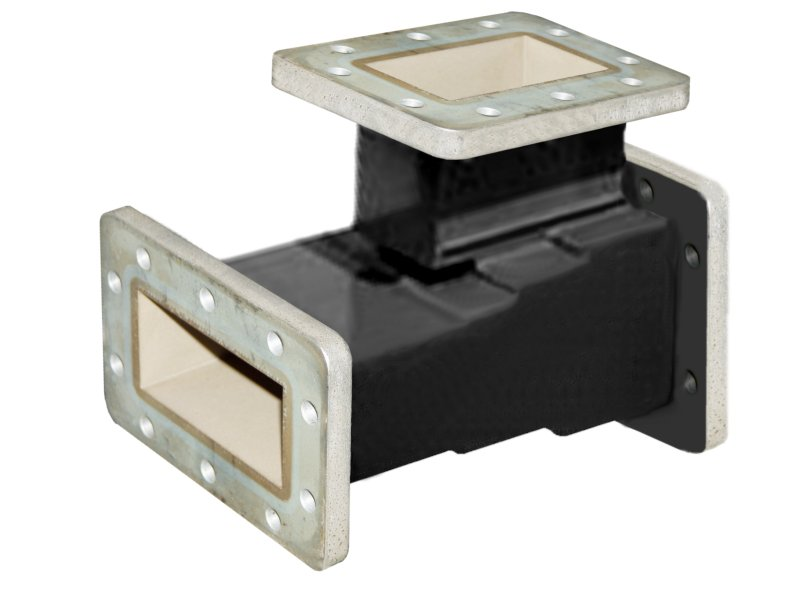
具有阶跃阻抗匹配的正模换能器 （各种双工器 ）

级联线是传输线的长度，其中一条线的输出连接到另一条线的输入。可以使用具有不同特征阻抗的多条级联线路来构建滤波器或宽带阻抗匹配网络。这称为阶梯式阻抗结构。 一条四分之一波长的级联单线形成一个四分之一波阻抗变换器 。这具有将任何阻抗网络转换为双重网络的有用属性;在这种情况下，它被称为阻抗反相器。此结构可用于滤波器中，以梯形拓扑的形式将集总元件原型实现为分布式元件电路。四分之一波变压器与分布式元件谐振器交替实现。但是，现在这是过时的设计。而是使用更紧凑的逆变器，例如阻抗阶跃。阻抗阶跃是在具有不同特征阻抗的两条级联传输线的交界处形成的不连续性。 

### 腔谐振器
空腔谐振器是被导电壁包围的空的（或有时是充满电的）空间。壁上的孔将谐振器耦合到电路的其余部分。 共振是由于从腔壁来回反射的电磁波建立起驻波而发生的 。腔谐振器可以用在许多介质中，但是最自然地是由波导中已经存在的金属壁在波导中形成的。 

### 介电共振器
介电共振器是一块暴露于电磁波的介电材料。它通常是圆柱体或厚圆盘的形式。尽管空腔谐振器可以充满电介质，但本质的区别在于，在空腔谐振器中，电磁场完全包含在空腔壁内。介电共振器在周围空间中具有某些场。这可能导致与其他组件的不良耦合。介电谐振器的主要优点是它们比等效的充气腔小得多。 

### 螺旋共振器
螺旋谐振器是空腔中的导线螺旋 。一端未连接，另一端粘结到腔壁。尽管它们在表面上类似于集总电感器，但螺旋谐振器是分布元件组件，并用于VHF和较低的UHF频段。  

### 分形
分形曲线作为电路组件的使用是分布式单元电路中的新兴领域。 分形已被用于制造滤波器和天线的谐振器。使用分形的好处之一是它们的空间填充特性，使其比其他设计更小。 其他优势包括产生宽带和多频带设计的能力，良好的带内性能以及良好的带外抑制性能。 在实践中，不能进行真正的分形，因为在每次分形迭代中 ，制造公差变得更严格，最终大于构造方法可以达到的公差。但是，经过少量的迭代，其性能接近真实的分形。在需要与真实分形区分开的地方，这些可以称为预分形或有限阶分形。 
分形已被用作电路的组成部分包括科赫雪花 ， Minkowski岛 ， Sierpiński曲线 ， Hilbert曲线和Peano曲线 。 前三个是闭合曲线，适用于贴片天线。后两个是开放的曲线，在分形的相对侧具有终结点。这使得它们适用于需要级联连接的场合。 

### 锥度
锥度是横截面逐渐变化的传输线。可以认为是无限数量的阶梯式阻抗结构的极限情况。 锥度是连接特性阻抗不同的两条传输线的简单方法。使用锥度可大大减少直接连接可能引起的不匹配效应。如果横截面的变化不太大，则可能不需要其他匹配电路。 锥度可以在不同介质（尤其是不同形式的平面介质）中的线之间提供过渡 。 锥度通常线性地改变形状，但是可以使用其他各种轮廓。在最短的长度内达到指定匹配的轮廓称为Klopfenstein锥度，它基于Chebychev滤波器设计。  
锥度可用于使传输线与天线匹配。在某些设计中，例如喇叭天线和Vivaldi天线 ，锥度本身就是天线。喇叭形天线与其他锥度一样，通常是线性的，但最佳匹配是通过指数曲线获得的。 Vivaldi天线是指数锥度的平面（插槽）版本。  

### 分布电阻
电阻元件通常在分布式元件电路中无用。但是，分布式电阻器可用于衰减器和线路终端 。在平面介质中，它们可以实现为高电阻材料的曲折线，也可以实现为薄膜或厚膜材料的沉积膜片。 在波导中，可以将一张微波吸收材料卡插入波导中。 

## 电路块

### 滤波器和阻抗匹配

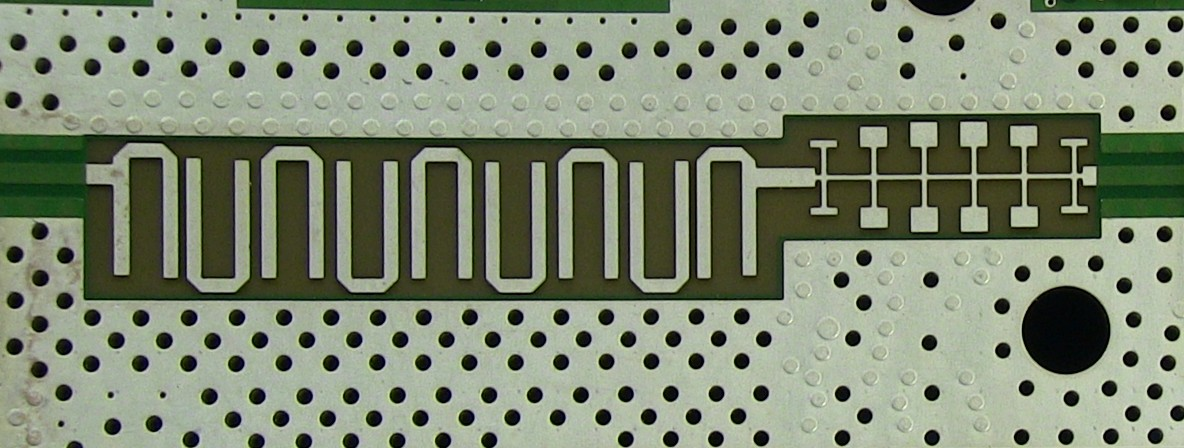
微带带通发夹滤波器（左），然后是低通短截线滤波器

滤波器是由分布式元件构成的电路的很大一部分。各种各样的结构用于构建它们，包括桩，耦合线和级联线。变型包括叉指滤波器，梳状滤波器和发夹滤波器。最近的发展包括分形滤波器。 许多滤波器是与介电谐振器一起构造的。  
与集总元件滤波器一样，使用的元件越多，滤波器就越接近理想的响应 。结构会变得非常复杂。 对于简单的窄带要求，单个谐振器可能就足够了（例如短截线或支线滤波器 ）。 
窄带应用的阻抗匹配通常是通过一个匹配桩来实现的。但是，对于宽带应用，阻抗匹配网络采用类似滤波器的设计。设计人员规定了所需的频率响应，并设计了具有该响应的滤波器。与标准滤波器设计的唯一区别是滤波器的源阻抗和负载阻抗不同。 

### 功率分配器，合路器和定向耦合器

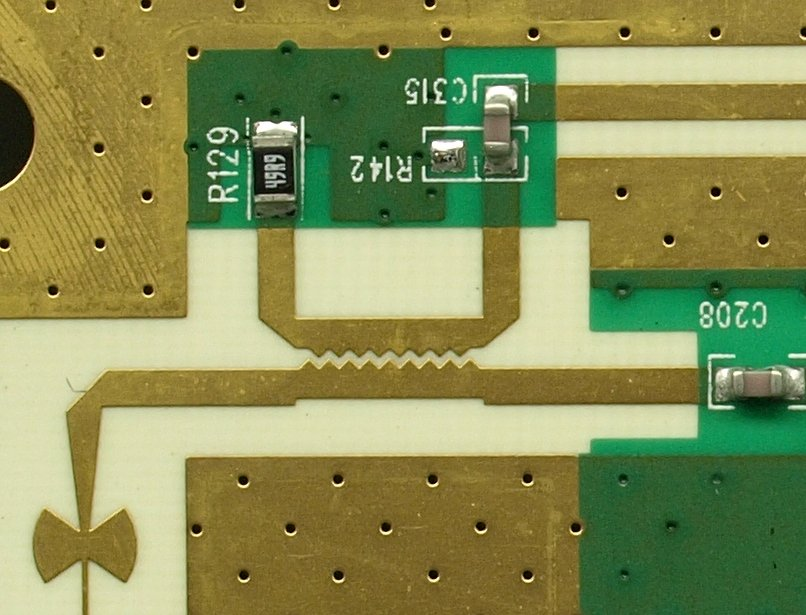
微带锯齿定向耦合器，耦合线定向耦合器的一种变体

定向耦合器是一种四端口设备，可将在一个方向上流动的功率从一个路径耦合到另一路径。其中两个端口是干线的输入和输出端口。进入输入端口的一部分电源耦合到第三端口，称为耦合端口 。进入输入端口的电源都没有耦合到第四个端口，通常称为隔离端口 。对于反向流动并进入输出端口的功率，会出现相反的情况。一些电源耦合到隔离端口，但没有电源耦合到耦合端口。 
功率分配器通常被构造为定向耦合器，隔离端口永久终止于匹配负载中（使其有效地成为三端口设备）。两种设备之间没有本质区别。术语定向耦合器通常在耦合系数（到达耦合端口的功率比例）较低时使用，而在耦合系数较高时使用功率分配器 。功率合成器只是反向使用的功率分配器。在使用耦合线的分布式元件实现中，间接耦合线更适合于低耦合定向耦合器。直接耦合的支线耦合器更适合于高耦合功率分配器。 
分布式元素设计依赖于四分之一波长（或其他长度）的元素长度。这仅在一个频率上成立。因此，简单设计的带宽有限，无法成功工作。像阻抗匹配网络一样，宽带设计需要多个部分，并且设计开始类似于滤波器。 

#### 混合电桥

环形混合吊桥，用于产生和、差信号

定向耦合器(3db耦合器)在输出端口和耦合端口之间平均分配功率，称为混合耦合器。虽然“混合”（hybrid）最初指的是混合变压器(一种用于电话的集中设备)，但现在它有了更广泛的含义。一种不使用耦合线的广泛使用的分布式元件混合电路是混合环或鼠道耦合器。它的四个端口中的每一个都在不同的点连接到传输线的一个环上。波在环上以相反的方向传播，形成驻波。在环上的某些点上，相消干涉导致零;此时没有电源会离开端口设置。在其它点上，相长干涉使转移的功率最大化。
混合耦合器的另一个用途是产生两个信号的和、差。在插图中，两个输入信号被输入到标记为1和2的端口。的和两个信号出现在港口Σ,Δ和在港口的区别明显。除了用作耦合器和功率分配器外，定向耦合器还可用于平衡混频器、鉴频器、衰减器、移相器和天线阵列馈电网络。

### 循环器

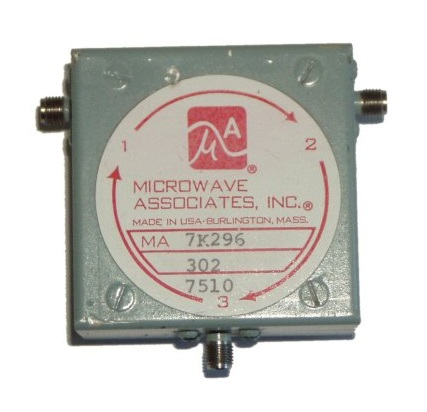
工作于1 GHz同轴铁氧体循环器

循环器通常是一个三端口或四端口设备，其中进入一个端口的功率会旋转地传递到下一个端口，就像绕了一圈一样。电源只能沿圆圈的一个方向（顺时针或逆时针）流动，并且没有电源传输到其他任何端口。大多数分布式元素循环器都是基于铁氧体材料。 循环器的用途包括作为隔离器，以保护发射器（或其他设备）免受天线反射引起的损害，以及用作连接天线，无线电系统的发射器和接收器的双工器 。  
循环器的一个不寻常的应用是在反射放大器中 ，在该放大器中 ， 耿氏二极管的负电阻用于反射回比接收到的功率更多的功率。循环器用于将输入和输出功率流引导到单独的端口。 
无源电路，集总和分布，几乎总是互易的 ；但是，循环器是个例外。有几种等效的方式来定义或表示互惠。对于微波频率的电路（使用分布式元件的电路），一种方便的方法是使用S参数 。互易电路将具有一个对称的S参数矩阵[ S ]。从循环器的定义来看，显然不是这种情况， 

{\displaystyle [S]={\begin{pmatrix}0&0&1\\1&0&0\\0&1&0\end{pmatrix}}}
对于理想的三端口循环器，从定义上表明循环器是不可逆的。因此，不可能用标准无源组件（集总或分布式）构建循环器。铁氧体或其他不可逆材料或系统的存在对于设备正常工作至关重要。 

## 主动组件
分布式元素通常是被动的，但是大多数应用程序将在某些角色中需要主动组件。微波混合集成电路将分布式元件用于许多无源元件，但是有源元件（例如二极管 ， 晶体管和某些无源元件）是离散的。可以封装有源组件，或者可以以芯片形式将有源组件放置在基板上 ，而无需单独封装以减小尺寸并消除封装引起的寄生元件 。 
分布式放大器由许多放大设备（通常为FET ）组成，其所有输入均通过一条传输线连接，所有输出均通过另一条传输线连接。为了使电路正确工作，两个晶体管之间的两条线的长度必须相等，并且每个晶体管都将与放大器的输出相加。这不同于常规的多级放大器 ，后者的增益乘以每级的增益。尽管分布式放大器的增益比具有相同数量晶体管的常规放大器要低，但它的带宽却明显更大。在传统的放大器中，带宽每增加一级就会减少一次；在分布式放大器中，总带宽与单级带宽相同。当单个大型晶体管（或复杂的多晶体管放大器）太大而无法作为集总组件使用时，可以使用分布式放大器。链接的传输线将各个晶体管分开。 

## 历史

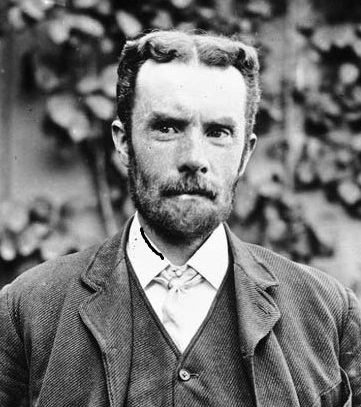
奥利弗·海维赛德（Oliver Heaviside）

1881年， Oliver Heaviside 首次将分布元素建模用于电网分析。Heaviside使用它来找到对跨大西洋电报电缆信号行为的正确描述。早期跨大西洋电报的传输由于分散而困难而缓慢，这种效果在当时还不太清楚。 Heaviside的分析（现在称为电报机方程 ）确定了问题并提出了解决问题的方法  。仍然是传输线的标准分析。 
沃伦·梅森 （ Warren P. Mason）是第一个研究分布式单元电路的可能性的人，并于1927年申请了专利 ，该专利设计了一种用这种方法设计的同轴滤波器。梅森（Mason）和赛克斯（Sykes）在1937年发表了有关该方法的权威论文。梅森（Mason）也是第一位在1927年的博士论文中提出了一种分布式元素声学滤波器的建议，并在1941年提交的专利提出了一种分布式元素机械滤波器的建议。尽管同轴电缆和其他导线中的许多也可以用于波导，但其工作仍与同轴电缆和其他导线有关。声学工作是第一位的， 贝尔实验室无线电部门的梅森同事要求他协助同轴和波导滤波器。  
第二次世界大战之前 ，对分布式元件电路的需求很少。用于无线电传输的频率低于分布式元素变得有利的地步。较低的频率具有较大的范围，这是广播目的的主要考虑因素。这些频率需要较长的天线才能有效运行，这导致在更高频率的系统上工作。一个关键的突破是1940年推出了腔磁控管 ，该磁控管在微波波段工作，导致雷达设备小到足以安装在飞机上。 随之而来的是分布式元素滤波器的发展，滤波器是雷达的重要组成部分。同轴组件中的信号损耗导致了波导的首次广泛使用，从而将滤波器技术从同轴域扩展到了波导域。 
由于安全原因，直到战后，战争时期的工作才基本未发表，这使得很难确定谁对每个发展负责。这项研究的重要中心是麻省理工学院的辐射实验室 （Rad Lab），但在美国和英国其他地方也开展了工作。 Rad Lab的工作由Fano和Lawson发表 。 战时的另一个发展是混合环。这项工作在贝尔实验室进行 ，并在战后由WA Tyrrell发表 。泰瑞（Tyrrell）描述了在波导中实现的混合环，并根据众所周知的波导魔术三通对其进行了分析 。其他研究人员很快发布了该设备的同轴版本。 
乔治·马特海伊（George Matthaei）领导了斯坦福研究所的一个研究小组，其中包括利奥·杨 （ Leo Young） ，并负责许多过滤器设计。 Matthaei首先描述了叉指滤波器和梳状线滤波器。 该小组的工作发表在1964年具有里程碑意义的一本书中 ，该书涵盖了当时的分布式单元电路设计的状态，多年来一直是主要的参考工作。 
罗伯特·M·巴雷特 （ Robert M. Barrett）发明带状线开始使用平面格式。虽然带状线是另一个战时发明，其细节未发表直到1951年微带 ，1952年发明的， 成为带状线的一个商业对手;但是，平面格式直到1960年代才有更好的介电材料用于衬底，才开始在微波应用中广泛使用。 另一个必须等待更好的材料的结构是介电共振器。 RD Richtmeyer于1939年首次指出了它的优点（紧凑的尺寸和高质量）  ，但是直到1970年代才开发出具有良好温度稳定性的材料。介质谐振器滤波器现在在波导和传输线滤波器中很常见。 
重要的理论发展，包括保罗一世理查兹 ' 相称线理论 ，这是出版在1948年，和黑田的身份 ，一组变换 ，其克服了理查兹理论的一些实际限制，出版由黑田在1955年据内森·科恩，在对数周期天线 ，由雷蒙德·杜哈明和发明德怀特斯贝尔在1957年，应该算是第一个分形天线。但是，它的自相似性质以及与分形的关系在当时被忽略了。它仍然通常不属于分形天线。在1987年受本華·曼德博的演讲启发后，科恩是第一个明确识别分形触角类的人，但直到1995年他才发表论文。 